# Droga R5 (Białoruś)
Droga R5 – droga o znaczeniu krajowym na Białorusi. Łączy Baranowicze z Iwiem. Jej długość wynosi 94 km.
Droga biegnie przez obszar obwodu brzeskiego i obwodu grodzieńskiego.

## Przebieg
Obwód brzeski
- Rejon baranowicki
  -  Baranowicze
  -  R2
  -  M1 E30
  - Akciabrski
  - Stołowicze
  - Arabinowszczyzna
  - Kołdyczewo
  -  Horodyszcze
  - Wielkie Sioło
  -  Horodyszcze
  - Koniuszewszczyna
  - Zielona
  - Mikulicze

Obwód grodzieński
- Rejon nowogródzki
  - Walówka
  - Newda
  -  R10 R11
  -  Nowogródek  R105
- Rejon iwiejski
  -  M6 E28
  - Dyndyliszki
  - Honczary
  -  R135
  -  Iwie